# Museo dell'acqua e del mulino

Il Museo dell'Acqua e del Mulino era un piccolo allestimento museale che fu realizzato nel Capoluogo di Caprese Michelangelo nel 2004. Oggi non è più attivo.

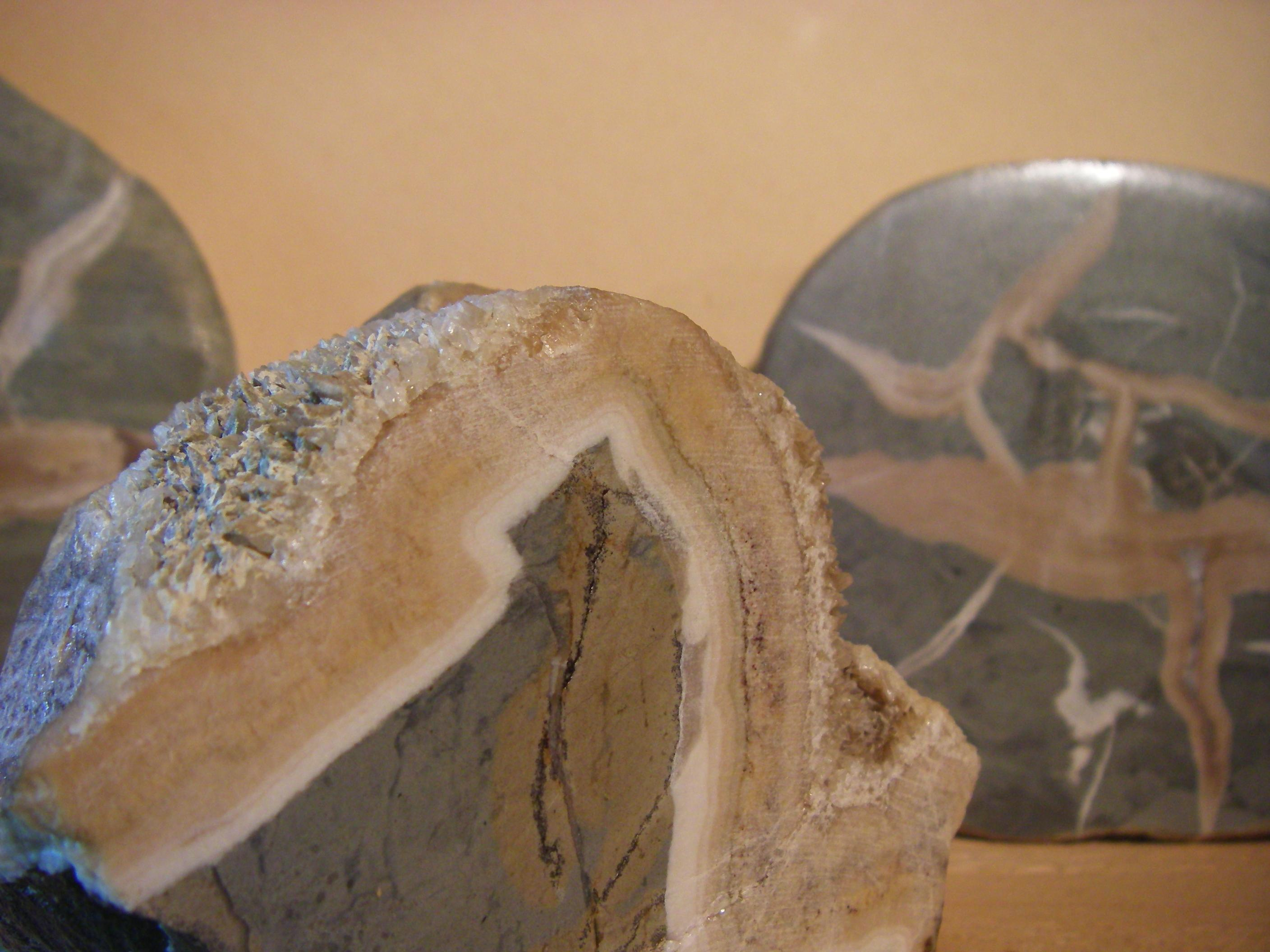
Alcune sculture di Vito Piombini

 Nato come mostra iconografica illustrante gli opifici idraulici della valle del torrente Singerna, l'allestimento fu ampliato con la raccolta di oggetti legati alla tecnica molitoria locale e della tradizione contadina.
Il museo, per un periodo, ha accolto l'esposizione permanente Luce, forma, colore di sculture dell'artista Vito Piombini, realizzate con il materiale lapideo proveniente dal greto del torrente Singerna. Lo scultore risiede ed ha il suo studio artistico nel mulino di Selvadonica, uno dei più antichi della valle.

## Percorso didattico
- S1 Storia della tecnica molitoria
- S2 I Mulini di Caprese
- M1 Mulino di Rovalsa
- M2 Mulino del Colle

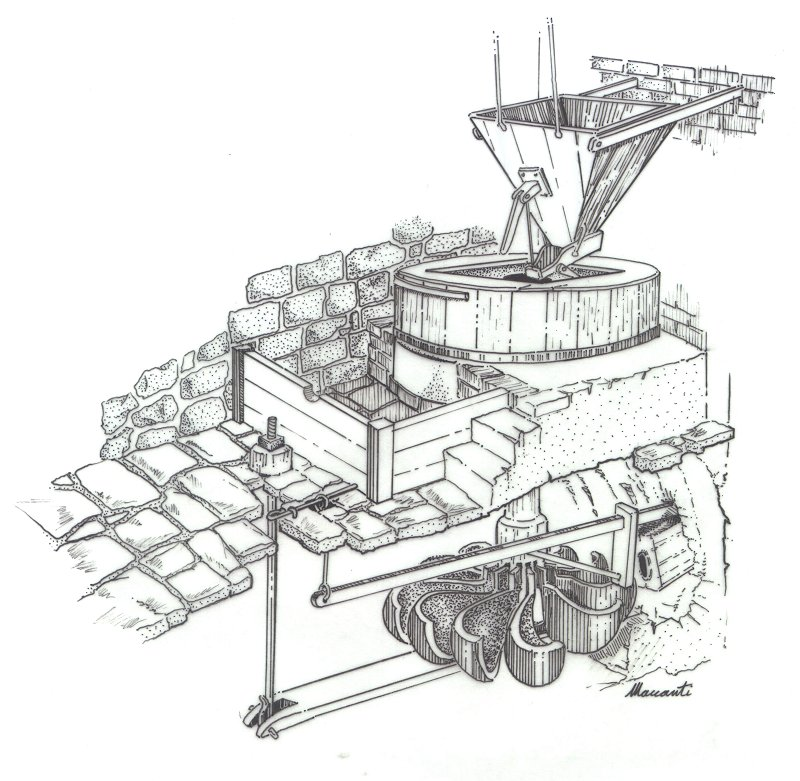
La struttura del mulino. Disegno di Carlo Maccanti

- M3 Mulino di Fragaiolo, Mulino di Gricigliano
- M4 Mulino della Lama o della Balza
- M5 Mulino di Lama
- M6 Mulino di Ca' del Tasso
- M7 Mulino del Ponte
- M8 Mulino di Ponte Singerna
- M9 Mulino di Camanzone
- M10 Mulino di Salvadonica
- M11 Mulino della Fungaia

## Pubblicazioni del Museo
- Mario Meazzini, Quand'el troppo n'c'era: condizioni di vita e alimentazione negli anni quaranta-cinquanta del secolo scorso (Quaderni di Caprese Michelangelo/Ethnos 1), Roma 2008.
- Vincenzo Desiderio, I mulini di Caprese: macine per cereali e castagne nella valle del Singerna (Quaderni di Caprese Michelangelo 3), Roma 2004.